# Inverterad stäv

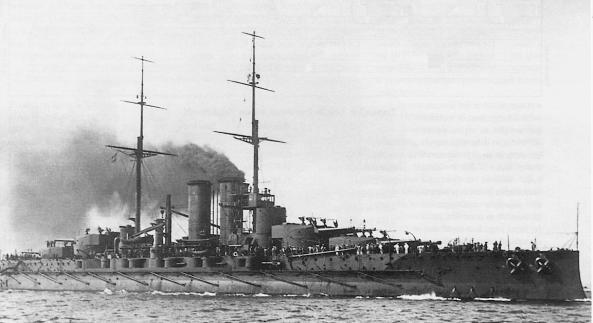
SMS Viribus Unitis, ett slagskepp tillhörande Österrike-Ungerns flotta, byggt 1912

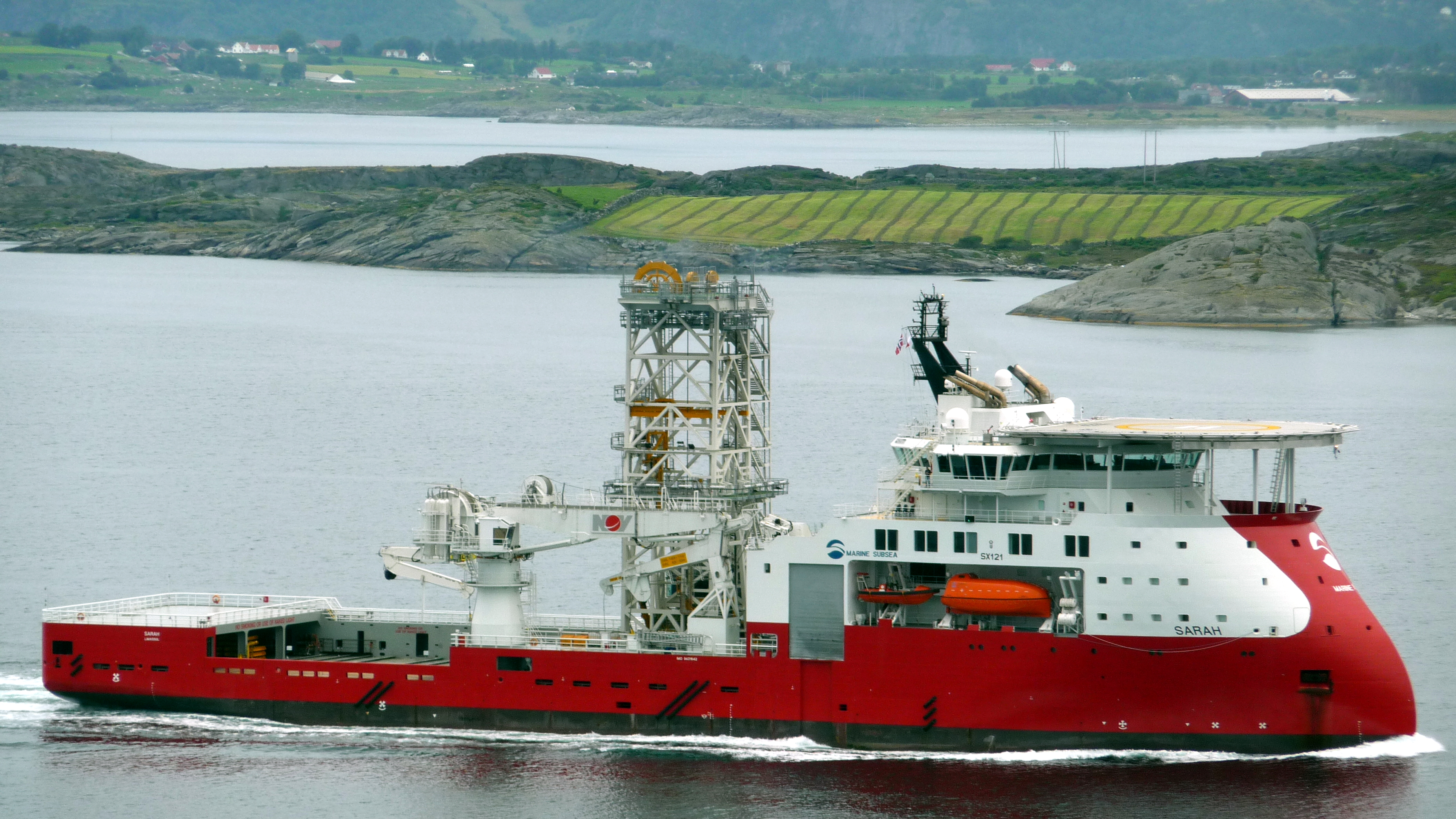
M/v Sarah, numera M/V Skandi Constructor, byggd 2005 av Ulstein Group, med X-bowstäv

Inverterad stäv är en förstäv som ger ett fartyg en längre vattenlinje i fören än en fallande stäv.
Den längre vattenlinjen medför en högre deplacementsfart och ger lägre vattenmotstånd. Samtidigt tenderar den att medföra att fartyget dyker ned i vågorna i stället för att rida över dem.
Inverterad stäv var ett vanligt konstruktionskoncept för slagskepp och andra större ytkrigsfartyg i början av 1900-talet, men föll senare ur mode, eftersom fartyg med inverterad stäv lätt översköljdes vid hög fart på öppet hav. 
Inverterade stävar har återinförts i fartygskonstruktioner under senare tid. En modern, av norska Ulstein Group patenterad, inverterad stävdesign är "X-bow", som framför allt har använts för offshorefartyg. Den nyaste amerikanska jagartypen, Zumwalt-klass, har också inverterad stäv, liksom tävlingskatamaraner för America's Cup 2013.

## Bildgalleri

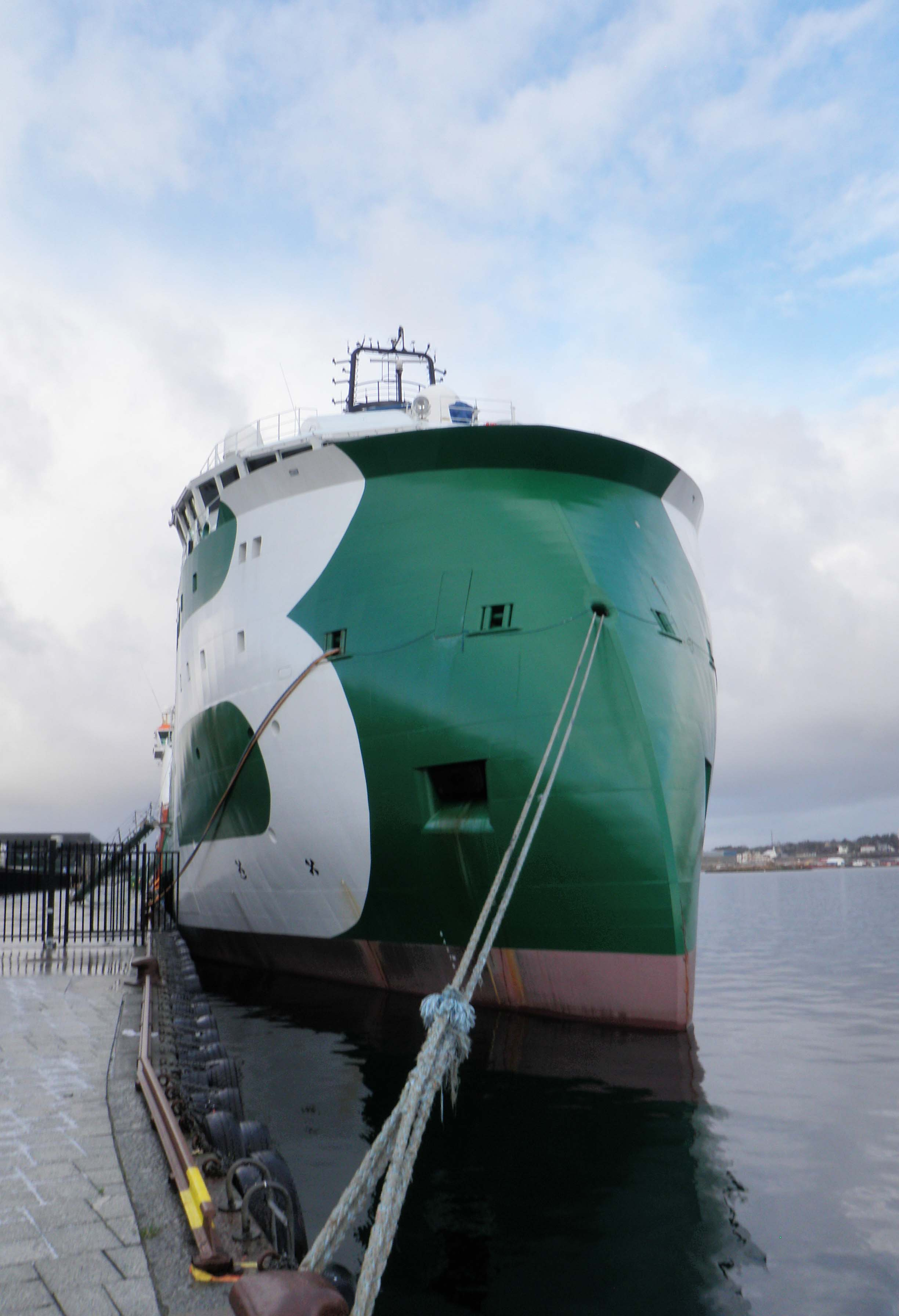
M/V Bourbon Orca, byggd 2005
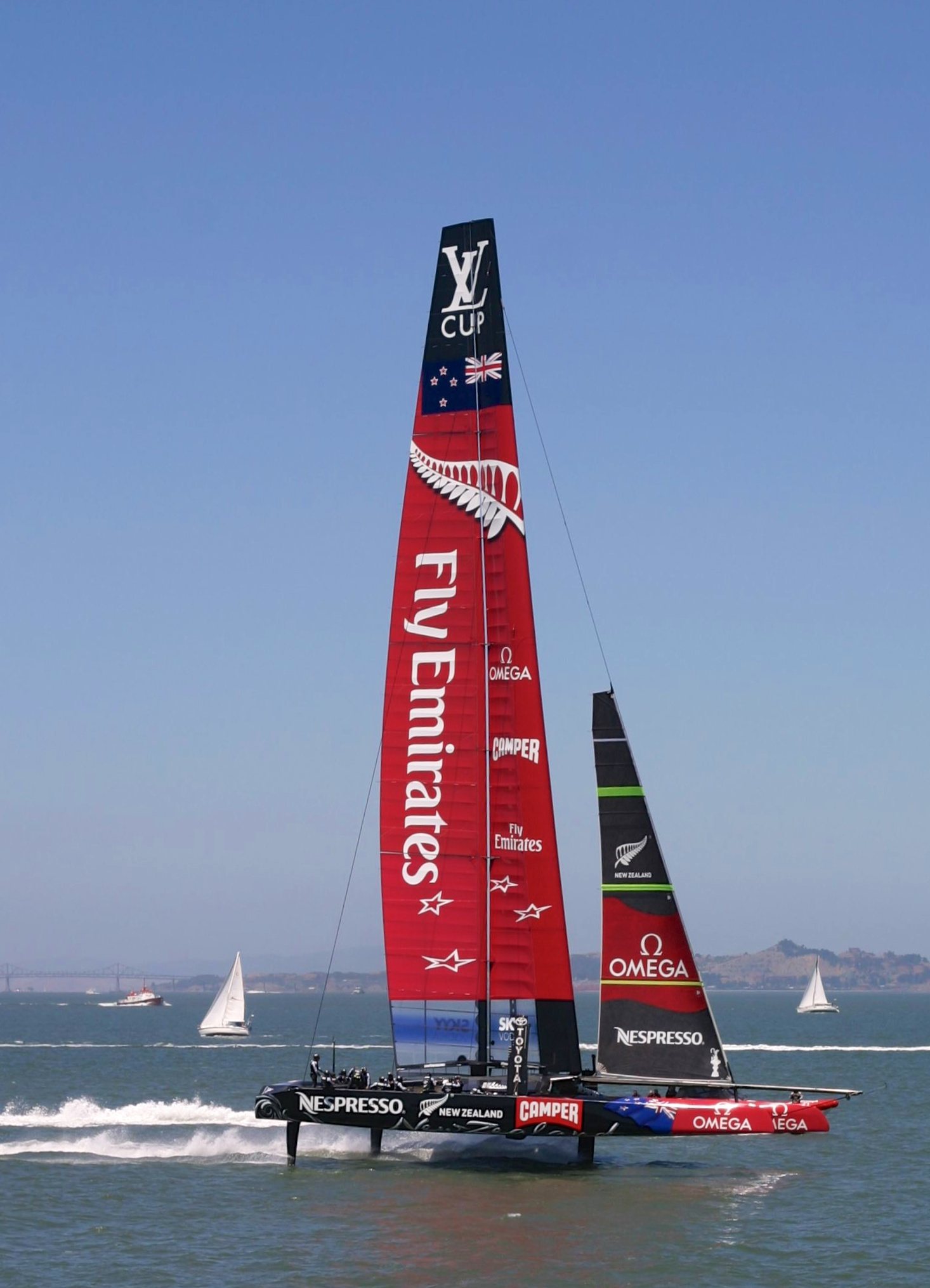
AC72-katamaran, 2013
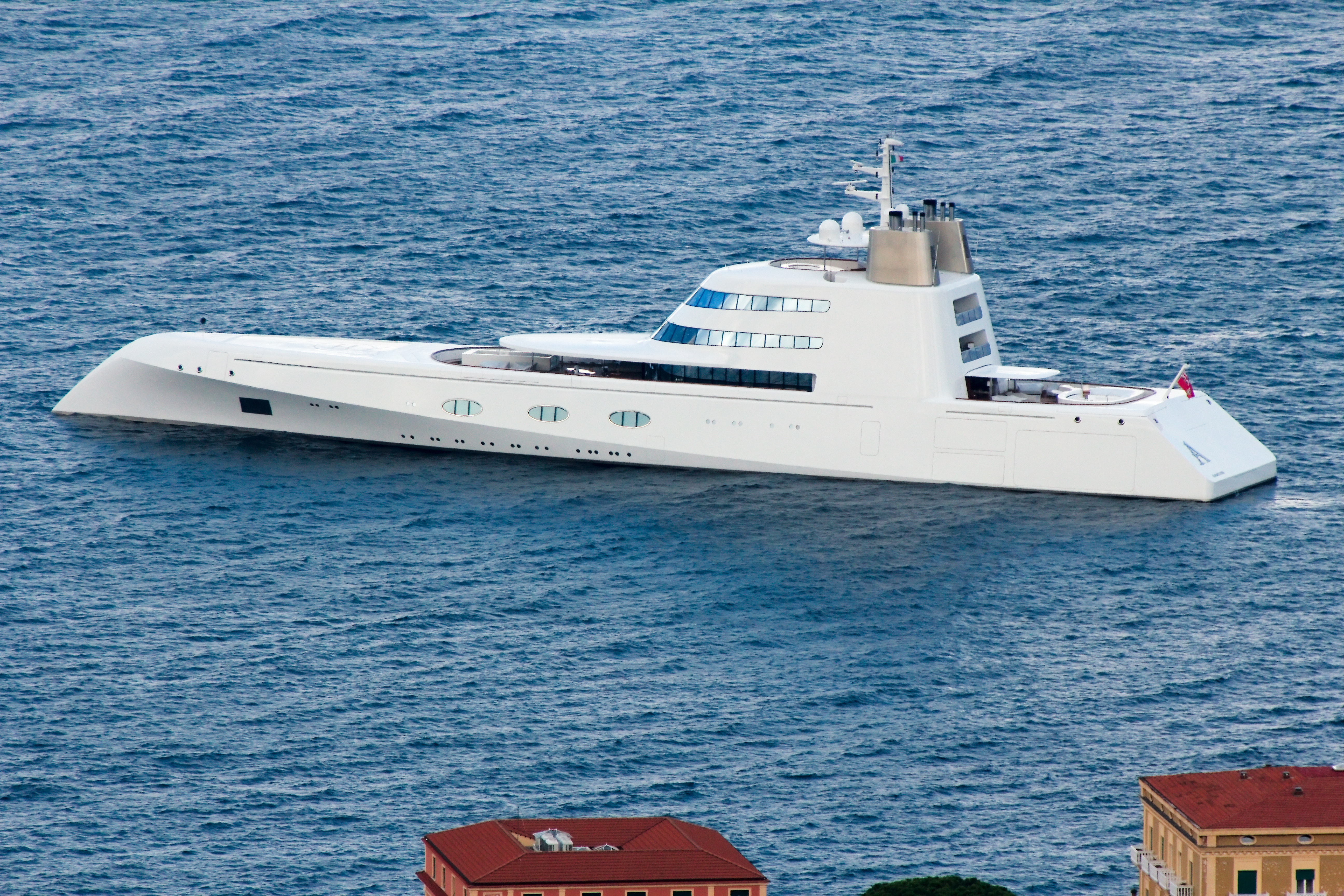
M/Y A, formgiven av Philippe Starck, 2012